# ابوبکر حصیری
خواجه ابوبکر حصیری عبدالله ابن یوسف سیستانی از فقهاء شافعی و ندیم سلطان محمود غزنوی بود که در تاریخ بیهقی حکایاتی از او آمده‌است. او پدر ابراهیم حصیری است.
پس از مرگ سلطان محمود ابوبکر حصیری از مسعود غزنوی جانب‌داری می‌کرد. او پس از زندانی شدن امیرمحمد (پسر و ولیعهد سلطان محمود) در دژ کوهتیز، با تنی چند از درباریان این خبر را به مسعود رساند. در تگین‌آباد به نام مسعود خطبه خواندند و سلطان مسعود در همان سال، به پاس خدمت ابوبکر حصیری، به وی خلعت بخشید.
شاعر دوران غزنوی فرخی سیستانی شعری در مدح او گفته‌است:
| خواجه بوبکر حصیری سر اصحاب حدیث |  | حجت شافعی و معجزهٔ پیغمبر          |
| خواجهٔ سید بوبکر حصیری که بدو    |  | هر زمان تازه شود سیرت بوبکر و عمر |